# Ao Haru Ride
Ao Haru Ride (アオハライド lit. Paseo de juventud?), distribuida en español como Aoha Ride o Aoha Raido: La primavera de nuestras vidas, es una serie de manga escrita e ilustrada por Io Sakisaka. Comenzó a publicarse en febrero de 2011 en la revista Bessatsu Margaret de Shueisha, concluyendo el 13 de febrero de 2015.
Una adaptación a serie de anime, producida por Production I.G y dirigida por AYoshimura, se estrenó en Japón el 7 de julio de 2014. Una película en imagen real fue estrenada en diciembre de 2014. Un CD drama fue lanzado junto con el décimo volumen del manga. Se espera que un OVA sea lanzado con el volumen número 11 del mismo manga. Los volúmenes del manga han sido traducidos al alemán, francés, italiano, español, taiwanés y polaco.

## Argumento
Futaba Yoshioka quiere "reiniciar" su vida. En secundaria, las niñas la excluían por su popularidad entre los chicos. El único muchacho que le gustaba, Kou Tanaka, se mudó antes de que ella pudiera decirle lo que sentía. Ahora en preparatoria, está decidida a ser todo lo impropio de una dama para que sus nuevas amigas no tengan celos de ella. Mientras vive su nueva vida, se reencuentra con Kou, solo que ahora usa el nombre de Kou Mabuchi y tiene una actitud fría y distante. Él le dice que sentía lo mismo por ella en secundaria, pero que no pueden regresar a lo que fue. Ella se encuentra perdida entre los recuerdos del antiguo Kou con el actual, divagando en cuáles son sus sentimientos actuales hacia este nuevo Kou.

## Personajes principales
Futaba Yoshioka (吉岡 双葉 Yoshioka Futaba?)
Seiyū: Maaya Uchida
Desde secundaria, Futaba piensa que los hombres son agresivos y violentos. Kou Tanaka era la única excepción, y Futaba quería llegar a conocerlo mejor. Ambos comparten pequeños y sentimentales recuerdos, incluyendo un plan de ir al festival de verano juntos. Después de accidentalmente decirle a Naitō, un amigo de Kou, que ella odiaba a todos los hombres y que Kou la escuchara de cerca, ella comienza a preocuparse de que su opinión sobre ella cambiara, sin embargo se convence a sí misma de que él entiende que es la excepción. Llega el día del festival de verano y Kou no se presenta. Al regresar de las vacaciones de verano, Futaba se entera de fue transferido a otra escuela sin dar explicaciones. Futaba se da cuenta de lo mucho que en verdad le gustaba y se arrepiente de nunca habérselo confesado.
En preparatoria, el carácter de Futaba es drásticamente diferente. Ella ya no es femenina ni linda, se hace a sí misma lo menos atractiva posible. Futaba fue excluida en los años de secundaria porque las chicas estaban celosas de su popularidad con los chicos. Determinada a tener amigas en preparatoria, sacrifica su verdadera y femenina esencia para obtener la aprobación de sus compañeras. Aunque es de carácter fuerte, terca, y apasionada, ella prefiere ser aceptada por lo que no es a ser rechazada por lo que es. Futaba eventualmente se enamora de Kou otra vez, sin embargo, se preocupa constantemente de que él no tenga sentimientos hacia ella y solo la vea como un enamoramiento del pasado. Tras confesarse a Kou y verse rechazada por este, decide seguir adelante manteniendo una relación con Touma. 
Futaba está protagonizada por Tsubasa Honda en la película en imagen real.
Kōu Mabuchi (馬渕 洸 Mabuchi Kōu?)
Seiyū: Yūki Kaji
Durante su tiempo en secundaria con Futaba, Kou era bastante pequeño y gentil. Se volvió muy apegado a ella a través de sus experiencias juntos, pero se transfiere de ciudad durante las vacaciones de verano. Haciendo una aparición en la misma preparatoria de Futaba, se revela que no pudo asistir al festival de verano por problemas familiares. Ya no lleva el apellido "Tanaka", ahora va bajo el nombre de Kou Mabuchi. Su personalidad también dio un giro, ahora es más masculino, sarcástico y frío. Además, tiene una opinión muy pesimista respecto a su hermano e incluso sobre sí mismo. Sin embargo, a pesar de estos cambios, Kou sigue siendo una persona amable. Cuando Kominato visita su casa, encuentra una caja escondida llena de cosas de secundaria, es entonces cuando le confiesa a Kominato que aún le gusta Futaba. Para Kou, Futaba es un recordatorio de sus días alegres, antes de que su familia experimentara contratiempos. Él se encuentra atrapado en su simpatía por Narumi, su vieja compañera de secundaria. Sin embargo, no puede olvidarse de Futaba. Cuando aclara las cosas, Futaba es novia de Kikuchi. Al enterarse de esto, se empieza a dar cuenta de la cantidad de personas a las ha lastimado en su vida. Habla con Kominato sobre cómo ha lastimado a todos los que quiere que lo rodean, especialmente a Narumi, Futaba e incluso él mismo. Al mismo tiempo, Narumi lo confronta diciendo que ella nunca dejará de amarlo y le suplica que se dé cuenta que ella es la persona indicada para estar a su lado y como Futaba no lo entiende para nada. Sin embargo, Kou no puede dejar de pensar en Futaba, por lo que decide rechazar los sentimientos de Narumi, mas aún la considera una amiga y le ofrece una disculpa por lastimarla. Narumi intenta besar a Mabuchi, pero se arrepiente diciendo que ella no quiere que las cosas terminen negativamente, y decide dejarlo ir. Kou finalmente decide seguir a Futaba para estar con ella. En lugar de confundirla con sus sentimientos mientras ella lo persigue, Mabuchi decide ser más honesto con los demás y consigo mismo.
Kō es protagonizado por Masahiro Higashide en la película en imagen real.
Yūri Makita (槙田 悠里 Makita Yūri?)
Seiyū: Ai Kayano
Introducida en el primer capítulo, la vida de Yuuri en preparatoria es el paralelo a la vida de Futaba en secundaria. Ella es muy linda, lo que causa que sea rechazada por muchas de las chicas de su clase, y regularmente es excluida. Yuuri se las arregla bastante bien, ya que prefiere ser odiada por lo que es, que amada por aquello que no es. Yuuri y Futaba se convierten en amigas rápidamente. Ella se enamora de Kou después de que él la ayude en una clase de un campamento de liderazgo. Yuuri atesora mucho su relación con Futaba, sin embargo se pone celosa de la cercanía de ésta con Kou constantemente. Tras ser rechazada, finalmente decide seguir adelante. Posteriormente empieza una relación con Uchiyama, un amigo de Touma.
Yūri es protagonizada por Izumi Fujimoto en la película.
Shūko Murao (村尾 修子 Murao Shūko?)
Seiyū: Mikako Komatsu
Al igual que Yuuri, Shūko es otro "lobo solitario". A pesar de ser muy hermosa, su actitud fría tiende a alejar a los demás. Debido a distintas experiencias en secundaria, Shūko no confía mucho en sus compañeras. Desde el primer año de preparatoria, ella ha estado enamorada de Tanaka-sensei, el hermano mayor de Kou, después de tener una sesión de asesorías con él. Eventualmente su confianza en las chicas regresa, tras volverse amiga de Futaba y Yuuri. Ella suaviza su actitud y también se convierte amiga cercana de Kou, tanto que Kominato insinúa equivocadamente que Shūko está enamorada de él.
Shūko es protagonizada por Yua Shinkawa en la película.
Aya Kominato (小湊 亜耶 Kominato Aya?)
Seiyū: KENN
Extrovertido y espontáneo, Aya parece ser el único personaje sin problemas sociales. Es muy abierto, atento e incluso en ocasiones pesado. Él está enamorado de Shūko, pero su amor inicialmente no es correspondido. Aya tiene cierto odio hacia Tanaka-sensei, e inicialmente no le agradaba Kou por su parentesco con él. Eventualmente, Kou y Aya se vuelven cercanos. Su rivalidad con Tanaka-sensei no ha cambiado; por otro lado, su amistad con Murao se ha consolidado hasta poder proponerle una cita.
Aya es protagonizado por Ryo Yoshizawa en la película.
Yōichi Tanaka (田中 陽一 Tanaka Yōichi?)
Seiyū: Daisuke Hirakawa
Hermano mayor de Kō por ocho años. Trabaja como profesor de inglés en la preparatoria de Futaba. Al iniciar preparatoria, Futaba estaba interesada en Yōichi ya que él le recordaba a Kou. Sin embargo, ella no sabía que eran hermanos. Yōichi sabe que Shūko está enamorada de él, pero siempre la rechaza diciéndole que nunca la verá como algo más que una estudiante. Sin embargo, nunca duda en ayudarla cuando ella lo necesita y se alegra siempre cuando nota que comienza a relacionarse con sus compañeros. Disfruta su juguetona "rivalidad" con Aya sobre Shūko. Él continuamente le da consejos a Futaba cuando se siente insegura sobre sí misma o sobre Kou. A pesar de todo, se cree que si siente algo más por Shuuko, ya que le dice a Aya "he estado esperando que un chico genial llegue y mueva el mundo de Murao, antes de que no pueda seguir controlando mis sentimientos".
Yōichi es protagonizado por Yū Koyanagi en la película.
Tōma Kikuchi (菊池 冬馬 Kikuchi Tōma?)
Seiyū: Yoshitsugu Matsuoka
Tōma es un chico en la escuela de Futaba, haciendo su primera aparición en el capítulo 12 en manga o episodio 11 del anime. Inicialmente, tiene una muy mala impresión de Futaba, debido a que ella accidentalmente se tropieza y termina tocándolo. Sin embargo, termina suavizando su actitud hacia ella cuando se da cuenta de qué tan avergonzada está por el incidente. Debido a su apariencia seria, sus intenciones son normalmente mal entendidas, provocando que Kou se ponga celoso sobre sus intenciones con Futaba. Sus amigos lo llaman "Goodie-goodie" y "Hasabe" debido a su comportamiento tan honesto. Él tiene un piercing en su oreja izquierda y le gustan los wombats. Termina enamorándose de Futaba por su bondad natural y descubre que internamente desea que ella se fije en él. A pesar de esto, constantemente la apoya y le da confianza. Eventualmente le confiesa su amor y la invita a salir. Posteriormente, Futaba decide acabar su relación debido a sus sentimientos por Kou.
Tōma es protagonizado por Yudai Chiba en la película.
Yui Narumi (成海 唯 Narumi Yui?)
Una compañera de Kou de la secundaria en Nagasaki. Su padre estuvo en el mismo hospital que la mamá de Kou. Ellos llegaron a ser muy cercanos. El padre de Yui falleció, lo que hizo que Kou estuviera en contacto con ella con más frecuencia, lo que causa celos en Futaba, pero Kou le dice que solo está ayudando a una amiga, ya que se puede identificar con ella. Sin embargo, tras enterarse del interés de Kou hacia Futaba, Kominato muestra su preocupación de que Kou se empiece a relacionar tanto con Yui, pueda interferir en la relación de Kou y Futaba. Yui asiste al Festival Cultural donde nota la cercanía de Kou y Futaba.
Se revela en el capítulo 22 que ella sigue enamorada de Kou. En el capítulo 43, Narumi decide visitar a Mabuchi y pedirle que esté con ella. Comienza a explicarle como ella lo comprende mejor que Futaba y que no entiende porqué él no le corresponde su amor. Mabuchi, aún enamorado de Futaba, la rechaza y le pide disculpas por lastimarla todo este tiempo. Él admite que no puede dejar de pensar y de amar a Futaba, y como ella no es la "felicidad" que ha querido toda su vida. Narumi comienza a llorar y a gritarle a Mabuchi pidiéndole que comprenda. Mientras Mabuchi se aleja, Narumi se da cuenta de que sola, no puede cambiar los pensamientos de Kou, y que ella necesita aceptarlo por lo que es y lo que quiere.
Yui es protagonizada por Mitsuki Takahata en la película.

## Contenido de la obra

### Manga
Blue Spring Ride es escrita e ilustrada por Io Sakisaka. La serialización comenzó en febrero de 2011 emitidas por la revista de mangas Shueisha Bessatsu Margaret. El primer volumen tankōbon fue lanzado el 13 de abril de 2011, y 12 volúmenes han sido lanzados hasta el 12 de diciembre de 2014. En noviembre de 2014 se anunció que la serie acabaría pronto.
Tokyo Pop lanzó una traducción del primer volumen en alemán en diciembre de 2012, para de junio de 2014 se habían lanzado siete volúmenes bajo el título de Blue Spring Ride. Kana lanzó una traducción en francés del primer volumen el 5 de julio de 2013, y para julio de 2014, había lanzado seis volúmenes con el título de Blue Spring Ride. Panini Comics lanzó una traducción en italiano del primer volumen en septiembre de 2013 y para mayo de 2014 había lanzado cinco volúmenes bajo el título de Ao haru ride - A un passo da te. Tong Li Publishing lanzó una versión en chino del primer volumen en enero de 2013 y para junio de 2014, habían lanzado siete volúmenes titulados 閃爍的青春. Waneko lanzó una versión en polaco del primer volumen en febrero de 2014 y, para junio de 2014 había lanzado tres volúmenes titulados Ścieżki Młodości.
Editorial Ivrea lanzó una traducción del primer volumen en español en febrero de 2015, publicando el segundo tomo en marzo de 2015.

### Anime
El 7 de julio de 2014 se estrenó en Japón el anime, producido por Production I.G. y dirigida por Ai Yoshimura. Semanalmente, la serie se transmitía a media noche en Tokyo Metropolitan Television (Tokyo MX). La canción inicial de la serie fue realizado en una colaboración entre dos creadores de Vocaloid CHiCO y HoneyWorks, mientras que el tema de los créditos fue realizado por una banda de rock japonesa, Fujifabric. Además, la banda femenina ChelsyIn aporto una canción para el anime. Se está organizando el lanzamiento de un DVD original del anime que incluirá el volumen 11 del manga. El anime es licenciado por Sentai Filmworks.
contando con 12 capítulos y 2 OVAS.

### Episodios
| Episodio | Título                 | Estreno                  |
| --- | ---------------------- | ------------------------ |
| 1 | «Página 1»             | 7 de julio de 2014       |
| Al final de su primer año de secundaria, Futaba se reencuentra con Kou, pero se da cuenta de que no solo ha cambiado su apellido, sino que se comporta de manera diferente a como solía hacerlo. |                        |                          |
| 2 | «Página 2»             | 14 de julio de 2014      |
| Por miedo a ser excluida por sus amigas Asumi y Chie, Futaba sigue siendo superficial, para gran crítica de Kou. Futaba encuentra agradable a su compañero de clase Yuri Makita, pero se muestra reacia a estar cerca de ella debido a la desaprobación de sus amigos. Después de que sus amigos continúan hablando mal de Yuri, Futaba finalmente la defiende, pero esto pone fin a su amistad. |                        |                          |
| 3 | «Página 3»             | 21 de julio de 2014      |
| Futaba está angustiada después de perder a sus amigos, pero al mismo tiempo, comienza a aprender más sobre Kou después de descubrir que el Sr. Tanaka es su hermano. Al ingresar a su segundo año, Futaba descubre que Kou ahora es su compañero de clase después de abandonar el programa avanzado, junto con Yuri, Shuko y Kominato. Decidida a marcar una diferencia para sí misma, Futaba se ofrece como voluntaria para formar parte del comité de la clase, y los otros cuatro también se unen. |                        |                          |
| 4 | «Página 4»             | 28 de julio de 2014      |
| Como representantes de la clase, Futaba y Kou deben participar en el campamento de líderes, junto con Yuri, Shuko y Kominato. Sin embargo, el grupo no se lleva bien. |                        |                          |
| 5 | «Página 5»             | 4 de agosto de 2014      |
| Durante la actividad de orientación en el campamento, el grupo se pierde. Sin embargo, cooperan para encontrar un camino de regreso y, a pesar de ser el último grupo en regresar, su relación es mejor. |                        |                          |
| 6 | «Página 6»             | 11 de agosto de 2014     |
| Después del viaje de campamento, Yuri le dice a Futaba que se ha enamorado de Kou. Futaba entra en conflicto, ya que no puede conciliar el interés de Yuri con sus propios sentimientos por Kou. |                        |                          |
| 7 | «Página 7»             | 18 de agosto de 2014     |
| Después del viaje de campamento, Yuri le dice a Futaba que se ha enamorado de Kou. Futaba entra en conflicto, ya que no puede conciliar el interés de Yuri con sus propios sentimientos por Kou. |                        |                          |
| OVA 1 | «Página 0: No escrito» | 25 de agosto de 2014     |
| En la escuela secundaria, Futaba y Kou se sienten atraídos el uno por el otro. Kou la invita al festival de verano, pero después de que su compañero de clase cuestiona su relación, Futaba impulsivamente afirma que odia a todos los chicos. Kou no se presenta al festival de verano y, cuando terminan las vacaciones de verano, Futaba descubre que se ha mudado a Nagasaki. |                        |                          |
| 8 | «Página 8»             | 25 de agosto de 2014     |
| Futaba finalmente puede reunir el coraje para decirles a Yuri y Shuko lo que siente por Kou; A su vez, Shuko admite que está enamorada de su maestro, el Sr. Tanaka. De camino a casa, Futaba se encuentra con Kou y lo sigue al centro para verlo encontrarse con un grupo de adolescentes. |                        |                          |
| 9 | «Página 9»             | 1 de septiembre de 2014  |
| Futaba se preocupa por Kou después de que él le dice que ha dejado de preocuparse por todo. Mientras le cuenta a Yuri sobre sus palabras, Shuko les dice que Kou ha reprobado sus exámenes parciales. Preocupado por el futuro de Kou, Futaba, junto con Yuri, Shuko y Kominato, invaden la casa de Kou y preparan una sesión de estudio para que él también no repruebe los exámenes finales. |                        |                          |
| 10 | «Página 10»            | 8 de septiembre de 2014  |
| Futaba se da cuenta de que hay tensión entre Yuri y Kou durante la sesión de estudio. Cuando le pregunta a Kou, él la guía a la habitación donde guarda un altar para su madre. Futaba comienza a llorar y le dice que quiere "conocer al Kou ahora". El hermano de Kou entra mientras parecen tener un momento. |                        |                          |
| 11 | «Página 11»            | 15 de septiembre de 2014 |
| Se revela que cuando Kou desapareció en la escuela secundaria, fue porque sus padres se divorciaron y él se mudó con su madre a Nagasaki. Sin embargo, su madre tenía una enfermedad terminal, lo que dejó a Kou sintiéndose impotente y solo. Futaba descubre que Kou está sufriendo incluso ahora porque se culpa a sí mismo por ser impotente. Desearía que Kou le hubiera dicho antes y quiere abrir la puerta de su corazón.                                                                     |                        |                          |
| 12 | «Página 12»            | 22 de septiembre de 2014 |
| Kou se sincera con Futaba sobre su dolor y sigue su consejo de reconciliarse con su hermano y su padre. Al día siguiente, se publican los resultados del examen final, y Kou obtuvo la puntuación más alta de todos. Kou sorprende a sus amigos sugiriéndoles hacer otro grupo de estudio y comienzan a hacer planes para las vacaciones de verano. Futaba recuerda el pasado, pero también espera crear más recuerdos con Kou, Yuri, Shuko y Kominato.                                               |                        |                          |
| OVA 2 | «Página 13»            | 12 de diciembre de 2014  |
| Futaba, Kou, Yuri, Shuko y Kominato van juntos al festival de verano. Durante el evento, Futaba se encuentra con Toma, un niño al que accidentalmente tocó en la escuela, y le pide disculpas. Mientras tanto, Yuri se confiesa ante Kou y es rechazado por él. Al final del festival, Futaba y Kou regresan juntos a casa y ella siente que se están volviendo más cercanos. |                        |                          |

### Película
Se estrenó una película el 13 de diciembre de 2014, dirigida por Takahiro Miki. Protagonizando a Futaba Yoshioka, Tsubasa Honda y como Kou Mobuchi, Masahiro Higashide. Izumi Fujimoto interpreta a Yūri Makita, Yua Shinkawa como Shūko Murao y Ryō Yoshizawa interpreta a Aya Kominato.

## Ganancias
El manga ha vendido más de 5.84 millones de copias, a 9 de mayo de 2014.
La película recaudó ¥623 millones en el centro de correos de Japón.